# Judson Dance Theater
Das Judson Dance Theater war ein Kollektiv von Tänzern, Komponisten und bildenden Künstlern, die zwischen 1962 und 1964 in der Judson Memorial Church im Greenwich Village in Manhattan auftraten. Die Künstler hatten experimentelle Ansätze in ihrer Praxis und Theorie und verweigerten sich den Regeln des modernen Tanzes. Sie werden heute als Avantgarde und als Begründer des postmodernen Tanzes begriffen.
2018 widmete das MoMA New York dem Judson Dance Theater eine groß angelegte Ausstellung mit dem Titel „Judson Dance Theater, The Work Is Never Done“.

## Mitglieder
Die bekanntesten Mitglieder des Judson Dance Theater sind:
- Trisha Brown
- Lucinda Childs
- Philip Corner
- Malcolm Goldstein
- Deborah Hay
- Yvonne Rainer
- Carolee Schneemann